# Arthrosaura guianensis
Arthrosaura guianensis là một loài thằn lằn trong họ Gymnophthalmidae. Loài này được Macculloch mô tả khoa học đầu tiên năm 2001.